# Densitat de població

Densitat de població (persones per km²) per estat, 2015

Densitat de població (persones per km²) per estat, 2006

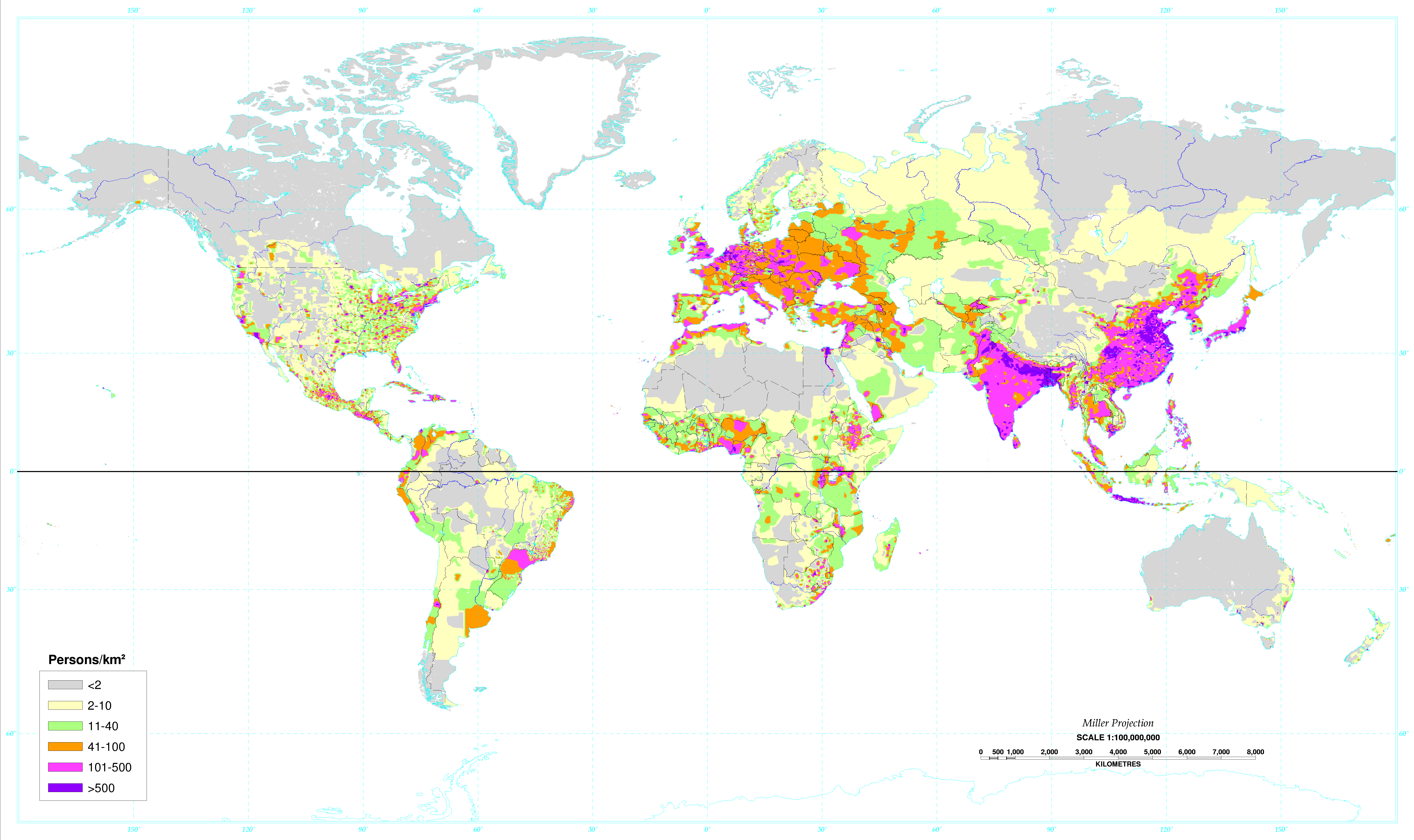
Densitat de població (persones per km²) del món el 1994. Amb relació a l'equador, es pot veure que la gran majoria de la població humana viu a l'hemisferi nord

La densitat de població és un mesurament de població per unitat d'àrea o de volum; és una quantitat del tipus densitat numèrica. Se sol aplicar a organismes vivents, normalment als humans, i és una mesura geogràfica (demogràfica) molt important.
D'acord amb la definició establerta, la densitat de població depèn de l'escala de l'àrea de mostreig utilitzada. Això fa que sigui difícil de definir-la com una funció contínua. Suposant que modelem els individus o objectes de la població com a punts discrets, la densitat de població oscil·larà cap amunt o cap avall a mesura que el límit de l'àrea de mostreig passi per sobre d'aquests punts. Per evitar això, es podrien modelar els individus com a objectes amb extensió finita, però això també portaria problemes, sobretot si l'escala de l'àrea de mostreig és semblant a l'extensió dels individus.
Normalment, es considera la densitat de població com a quantitat fractal, que depèn de l'escala.
Per calcular la densitat de població d'un estat, ciutat, o municipi es divideix els habitants entre els 
km² o hm²

## Densitat de població en biologia
La densitat de població és una mesura habitual en biologia, sobretot en ecologia. S'utilitza, entre altres coses, per a determinar en quins llocs una espècie podria estar en perill d'extinció. Cal tenir en compte, però, que la densitat de població òptima depèn molt de l'espècie i de l'ecosistema en consideració.

## Densitat de població humana
En el cas dels humans, la densitat de població és el nombre de persones per unitat d'àrea (això pot incloure llacs, rius i embassaments). També és habitual calcular-la respecte a la unitat d'àrea habitable, productiva (o potencialment productiva), o cultivable. S'expressa, sovint, com a nombre de persones per quilòmetre quadrat o per hectàrea.
Les densitats de població es poden calcular per a ciutats, regions, estats o per a tot el món. La densitat de població humana de la Terra és de 42 persones per km², però és molt variable segons els països i regions.
Els països (o unitats administrativament autònomes) més densament poblats són:
- Macau
- Mònaco
- Hong Kong
- Singapur
- Gibraltar

Tots aquests són estats molt petits i molt urbanitzats.
El país gran amb més densitat de població és Bangladesh, amb 134 milions d'habitants i una densitat de 900 persones per km². A Europa, els Països Baixos són l'estat gran més densament poblat, amb gairebé 400 persones/km².
En contrast, hi ha grans àrees del planeta (l'Antàrtida, els grans deserts, etc.) pràcticament despoblades, amb densitats de població molt properes a zero.